# 埃爾蒂赫拉
埃爾蒂赫拉（西班牙語：El Tijera），是巴拿馬的城鎮，位於該國中南部，由埃雷拉省的奧庫區負責管轄，面積66.6平方公里，2010年人口588人，人口密度每平方公里8.8人。